# Antonio Quattrocchi
Antonio Quattrocchi (Roma, 17 giugno 1942 – Roma, 18 luglio 2024) è stato un politico italiano.

## Biografia
Esponente del Partito Socialista Italiano, nel 1992 fu candidato alle elezioni politiche, non risultando eletto: divenne deputato nel gennaio 1993, dopo le dimissioni di Antonio Ruberti, nominato commissario europeo.
Alle elezioni politiche del 1994 fu candidato al Senato con la Lista Pannella nel collegio uninominale di Roma Collatino, ottenendo il 5,5% e non risultando eletto.